# Nico Tolle
Nico Tolle (* 3. Dezember 1996 in Garmisch-Partenkirchen, Deutschland) ist ein deutscher Eishockeyspieler, der seit 2021 für den ESV Waldkirchen in der Landesliga Bayern auf der Position des Stürmers spielt.

## Karriere
Nico Tolle durchlief sämtliche Nachwuchsmannschaften des in seinem Geburtsort Garmisch-Partenkirchen beheimateten SC Riessersee. In den Saisons 2012/13 und 2013/14 stand er für die U18-Mannschaft des SC Riessersee auf dem Eis und spielt seit der Saison 2014/15 in der U19-Mannschaft.
Zur Saison 2015/16 wurde der Rechtsschütze zusätzlich in die DEL2-Mannschaft des SC Riessersee aufgenommen und absolvierte so auch Spiele in der DEL2.
Von 2016 bis 2019 war er in der ersten Mannschaft des EV Mittenwald als Stürmer aktiv.
Seit der Saison 2021/22 spielt Tolle beim ESV Waldkirchen in der Bayerischen Landesliga.